# 2013年12月キンシャサ攻撃
2013年12月キンシャサ攻撃（にさんじゅうさんねんじゅうにがつキンシャサこうげき）は、2013年12月30日にコンゴ民主共和国武装集団によって政府建物に対する攻撃である。
当日朝、宗教指導者ジョゼフ・ムクングビラ・ムトンボ（Joseph Mukungubila Mutombo）を支持している武装集団が、コンゴ民主共和国首都キンシャサで、人質をとり、国営テレビ局とヌジリ国際空港、軍の本部を同時に攻撃し、一時占拠した。
結局、政府軍が武装集団と銃撃戦の末に、70人以上を殺害した。テレビ局などを奪回し、混乱は沈静化し、「事態の状況は完全に掌握された」と述べた。